# IC 3045
IC 3045 је ознака објекта на координатама са ректансцензијом 12h 12m 59,7s и деклинацијом + 12° 46" 46'. Открио га је Арнолд Швасман, 14. септембра 1900. Каснијим посматрањима на том положају није уочен никакав астрономски објекат.